# Manoir de la Vieille Roquelle
Le manoir de la Vieille Roquelle est une demeure du XVe siècle, bâtie à côté d'un château médiéval du XIIIe siècle, remanié à la Renaissance et aujourd'hui ruiné, qui se dresse sur la commune française de Saint-Jacques-de-Néhou, dans le département de la Manche, en région Normandie.

## Localisation
Le manoir de la Vieille Roquelle est situé, un peu à l'écart de la D 27 qui relie Bricquebec à Besneville, au no 30 route du Pont Es Moines, et à 1,8 kilomètre au sud-ouest de l'église Saint-Marcouf, sur la commune de Saint-Jacques-de-Néhou, dans le département français de la Manche. Il est bâti sur une butte qui surplombe un ruisseau.

## Historique
Le château a été bâti par Richard des Moitiers d'Allone, prêtre, qui s'était vu inféodé, en 1252, d'une partie de la terre de la « Beurière » possession de Richard de Reviers la Beurière, et prend le nom de la Roquelle.
Dès 1256, Richard des Moitiers, commence à morceler sa terre et l'inféode à son tour à des vassaux à lui redevables de droits d'usages. Décédé vers 1264, il avait chargé ses héritiers de fonder une chapelle dans son manoir. C'est son fils, Raoul qui lui succède comme seigneur du lieu, puis ses descendants, Jean et Raoul II.
La terre et seigneurie passa aux mains de la famille d'Auxais qui en avait toujours la possession au début du XVIe siècle. Lors de la recherche de noblesse de Montfaut en 1463, il trouva comme noble à Néhou, Richard d'Auxais. Jacques, d'Auxais, son fils, époux de Jehanne de Mons, mourut dans les premières années du XVIe siècle. Jacques III d'Auxais qui hérita très jeune du fief de la Roquelle le vendit, vers 1540, à Jean Pitteboult, seigneur du fief voisin de Gonneville. Lui succède son fils, Jacques Pitteboult († av. 1554), seigneur de Gonneville (1523), de Graffard (1544), époux de Jeanne de La Luthumière, veuve de Julien du Saussay, avec qui il eut trois fils, Jehan, seigneur de Gonneville, Pierre, seigneur de Graffard, et Julien qui hérite de la Roquelle.
Jacques Pitteboult, fils d'un autre Jean, n'eut qu'une fille, Jacqueline, qui épousa en 1594, en secondes noces, Jean Pigousse, seigneur de Dragueville, gentilhomme de la chambre du roi, à qui elle apporta en dot la seigneurie de la Roquelle. Une fois veuve, vers 1640, elle donna à son fils, Jean Pigousse, contre une pension alimentaire, la terre de la Roquelle. En 1666, Chamillard dans sa recherche de noblesse le reconnut noble : « Jean Pigousse, sieur de la Roquette, demeurant à Néhou, 68 ans ».
Son fils, Nicolas Pigousse, héritier de la Roquelle, décéda très endetté en 1695, et François, son fils unique dut renoncer à son héritage. Les terre, seigneurie et forêt de la Roquelle seront vendues en 1696 à Jean Clouet, un des créanciers. À la suite de nombreux procès, François Pigousse, en 1733, rentra en possession de la Roquelle, grâce à un arrêt du Parlement de Rouen, mais pressé par ses créanciers dut vendre son bien. Le 29 mars 1748, la Roquelle fut acquise par M. Fabien des Essarts, mandataire de M. de Querqueville et passa par héritage à M. Robert Hyacinthe Lefèvre de la Grimonière (1776-1838) qui en avait encore la possession en 1835. Caroline Lefèvre de la Grimonière, sa fille, hérita et la transmit à sa descendance.
Au début du XXe siècle, la Roquelle était entre les mains de Michel Dalaune (1882-1968), de Gourbesville, et la revendit à M. Durand de Saint-Léger dont sa petite-nièce, Mme de Jerphanion hérita.
En 1935, M. Tripon reprit l'exploitation de la ferme de la Roquelle, et son fils, Jean-Yves, qui lui succéda, acheta en 1991, l'ensemble de la propriété avec le manoir où il habita jusqu'à sa mort en avril 2022.

## Description
Le manoir jouxte les ruines d'un vieux château complètement abandonné depuis le XVIIIe siècle.
À l'origine on accédait à la Roquelle par le sud, au travers d'anciens bâtiments, comme indiqué sur le cadastre de 1829, et confirmé par la présence de ce côté d'un haut portail en cintre surbaissé mouluré et encastré de pilastres formés de gros blocs calcaires bien appareillés. La partie droite a été refaite à une date inconnue d'une façon maladroite, et la base du larmier a disparu. La porte intérieure, qui s'adosse à un lourd contrefort, est de facture plus fruste avec un cintre de pierres taillées. Il est probable que le sol sous la voûte ait été abaissé d'environ 80 centimètres. De l'intérieur de la cour, on aperçoit la présence d'une porte piétonne qui a été murée. Toujours de ce côté, et à quelques mètres du portail, s'ouvre une porte en plein cintre surmontée d'un larmier, et dont la base est très au-dessus du sol de la cour.
Dans l'angle nord de la cour, se dresse le nouveau logis seigneurial bâti au XVe siècle, percé de portes cintrées, avec, à l'intérieur, une imposante cheminée. À sa gauche, un logis plus ancien auquel on accédait par un escalier extérieur, percé d'une porte à linteau en accolade décoré de trois blasons sans armoiries et fenêtre à meneaux. Dans le prolongement de ce logis, se situent les anciennes écuries aujourd'hui murées.
L'angle nord-est de la cour est occupé par les ruines du vieux château percées d'ouvertures de l'époque Renaissance. À l'angle de ce vieux logis subsiste une tour pouvant être assimilée à une tour en amande, offrant une arête saillante avec un angle aigu, et qui se raccorde aux murs d'enceinte par une forme arrondie.
Entre le nouveau logis et l'ancien château se dresse l'ancienne chapelle, surmontée d'un petit clocher doté d'une cloche et d'une girouette. Elle sert aujourd'hui de garage. Un colombier cylindrique découronné, mais qui a conservé ses 1 250 trous de boulins réparties en vingt-cinq niveaux, complète l'ensemble. Quant à la nouvelle entrée, elle se fait côté nord-est entre la chapelle et le vieux château.